# Waggon- und Maschinenbau GmbH Donauwörth Schienenbus
Der British Rail Waggon- und Maschinenbau GmbH Donauwörth Schienenbus wurde im April 1958 ausgeliefert. Die fünf gelieferten Exemplare waren bis 1964 in Cambridge stationiert. Zwischen 1966 und 1967 wurden sie aus dem regulären Betrieb genommen.

## Geschichte
Die Schienenbusse waren fünf von insgesamt 22, die 1958 von fünf Herstellern geliefert wurden. Alle anderen Modelle kamen von britischen Herstellern. Sie sollten wie die übrigen ausgiebig erprobt werden und wurden über die Fähre Harwich-Zeebrugge verschifft.
Man erhoffte sich von den Schienenbussen, dass sie die Einnahmeverluste auf ländlichen Zweigstrecken verringern bzw. in Gewinne wandeln könnten. Sie brachten zwar Einsparungen, doch die Verluste waren weiterhin unakzeptabel. Daher wurden die Strecken, auf denen sie fuhren, stillgelegt.

## Bauweise
Anders als die meisten bei British Rail im Einsatz befindlichen Dieselmaschinen hatten sie ein Gaspedal. Die Türen waren motorgetrieben und es gab Druckluftbremsen. Ihr Unterbau, Motor, Getriebe und Bremssystem waren dem Uerdinger Schienenbus ähnlich, der von der Deutschen Bundesbahn eingesetzt wurde.

## Betrieb
Ursprünglich wurden die Schienenbusse auf den Zweigstrecken der Witham–Maldon Line, Braintree Line und Saffron Walden Railway eingesetzt. Für die Strecke bei Braintree hatten sie zu wenig Sitze. Ab Juli 1958 wurden sie auf der Cambridge-Mildenhall Railway eingesetzt. Diese Strecke wurde 1962 geschlossen.
Da die Beschaffung von Ersatzteilen aus Deutschland zu teuer war, wurden 1962/63 in den Einheiten E79961/3/4 die Büssing-Motoren durch AEC-A220X-Motoren mit ebenfalls 150 PS ausgetauscht.
1964 wurden die verbliebenen Einsatzstrecken stillgelegt und die Schienenbusse verbrachten die meiste Zeit im Depot in Cambridge.
1965 wurden die Einheiten E79963 und E79964 zur Probe auf der Alston Line eingesetzt. Da sie im Winter Heizungsprobleme hatten und keine Güterwagen ziehen konnten, wurde der Einsatz beendet. Die Einheiten E79961 und E79964 wurden 1966 nach Millers Dale verlegt, aber auch diese Zweigstrecke schloss 1967.
Als letzte wurde die bei der Verlegung von E79961 auf M79961 umregistrierte Einheit im August 1967 aus dem Betrieb genommen.

## Verbleib

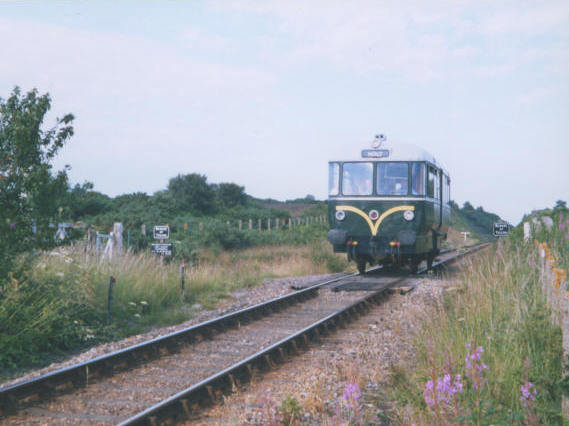
E79963 am Übergang Kelling Heath Bahnübergang der North Norfolk Railway 2001

Vier der fünf Einheiten blieben erhalten und kommen bei verschiedenen Museumseisenbahnen zum Einsatz.